# Kvirike III il Grande
Kvirike III il Grande (in georgiano კვირიკე III დიდი?, Kvirike III Didi; ... – 1037/39) fu un sovrano di Kakheti ed Hereti nella Georgia orientale dal 1010 (in effetti dal 1014) al 1037 o 1039.

## Biografia
Kvirike successe alla morte di suo padre Davide di Kakheti, ma il re Bagrat III di Georgia lo catturò e conquistò Kakheti. Dopo la morte di Bagrat nel 1014, Kvirike riuscì a recuperare la corona, prese il controllo del vicino regno di Hereti e si dichiarò re di Kakheti ed Hereti. Fece di Telavi la sua capitale e costruì un palazzo a Bodoji vicino a Tianeti. Sotto Kvirike III, il regno conobbe un periodo di potere politico e prosperità. Nel 1027 Kvirike si unì agli eserciti combinati di Bagrat IV di Georgia guidati da Liparit Orbeliani e Ivane Abazasdze, l'emiro Jaffar di Tiflis, e il re armeno Davide I di Lori contro l'emiro Shaddadidi di Arran, Fadhl II, che fu sconfitto sul fiume Eklez. Intorno al 1029, Kvirike III sconfisse una forza d'invasione guidata Urdure del regno di Alania che aveva attraversato le montagne del Caucaso fino a Kakheti e devastato Tianeti. Urdure fu ucciso in battaglia. All'apice del suo potere e prestigio, Kvirike fu assassinato durante una caccia nel 1037/39. Secondo lo storico georgiano Vakhushti, questo fu fatto da uno schiavo che cercò di vendicare la morte del re Urdure. Alla morte di Kvirike, la Cachezia fu temporaneamente annessa al Regno di Georgia.

## Monete

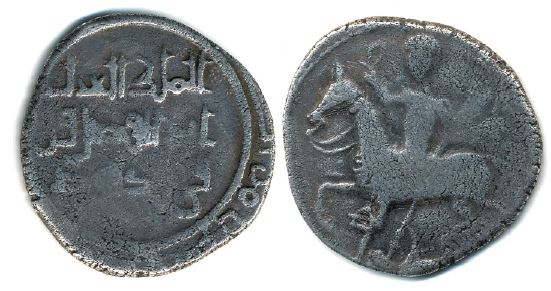
moneta di Kvirike III

Due serie di monete d'argento di disegno misto cristiano-islamico con Kvirike III sono state trovate nel 2012 e nel 2013 a Çuxur Qəbələ in Azerbaigian e Sisian in Armenia. Le monete portano il nome di Kvirike in arabo (come Abu-l'Fadl Quriqi b. Da'ud), il simbolo islamico della fede (shahadah), e i nomi dei califfi abbasidi Al-Qadir (r. 991–1031) e Al-Qa'im (r. 1031–1075) sul dritto, un'indicazione dell'accettazione da parte di Kvirike, almeno nominalmente, della sovranità abbaside come mezzo per respingere l'espansionismo bagratide. L'uso della scrittura araba, del protocollo monetario arabo comune e del simbolo di fede musulmano sulle sue monete non significava l'adesione di Kvirike III all'Islam. Il rovescio delle monete contiene l'immagine di un cavaliere identificato come San Giorgio, prima raffigurazione monetaria conosciuta del santo.